# Выселок Ильинское
Выселок Ильинское — деревня в Осташковском городском округе Тверской области.

## География
Деревня расположена на левом берегу Волги в 29 км на юго-запад от города Осташкова.

## История
В конце XIX — начале XX века на месте нынешней деревни существовали деревни Фуфаево, Назарово и погост Кустыня.
В 1722 году на погосте Кустыня была построена каменная Покровская церковь с 3 престолами. 
В конце XIX — начале XX века деревни и погост входили в состав Заевской волости Осташковского уезда Тверской губернии. 
В 1920-х годах образовался Выселок Ильинское от деревни Ильинское, расположенной на правом берегу Волги. Деревня входила в состав Занепречьенского сельсовета Пеновского района Великолукского округа Западной области, с 1944 года — в составе Великолукской области с 1957 года — в составе Осташковского района Калининской области, с 1994 года — в составе Занепречьенского сельского округа, с 2005 года — в составе Замошского сельского поселения, с 2017 года — в составе Осташковского городского округа.

## Население
| 1859 | 2002 | 2010 |
| ---- | ---- | ---- |
| 24   | ↘5   | ↘0   |